# Premi Emmy 1976
La cerimonia della 28ª edizione dei Primetime Emmy Awards (28th Primetime Emmy Awards) si è tenuta allo Shubert Theatre di Hollywood il 17 maggio 1976.
La cerimonia fu presentata da Mary Tyler Moore e John Denver.

## Primetime Emmy Awards
Per le candidature, furono presi in considerazione i programmi trasmessi tra l'11 marzo 1975 e il 15 marzo 1976.

### Migliore serie televisiva drammatica
- Sulle strade della California (Police Story)
- Baretta
- Colombo (Colombo)
- Le strade di San Francisco (The Streets of San Francisco)

### Migliore serie televisiva comica o commedia
- Mary Tyler Moore
- Arcibaldo (All in the Family)
- Barney Miller
- M*A*S*H
- I ragazzi del sabato sera (Welcome Back, Kotter)

### Miglior miniserie
- Su e giù per le scale (Upstairs, Downstairs) – serie televisiva
- The Adams Chronicles – miniserie
- Jennie: Lady Randolph Churchill – miniserie
- La legge (The Law) – miniserie
- Il ricco e il povero (Rich Man, Poor Man) – miniserie

### Miglior speciale commedia o drammatico
- Eleanor e Franklin (Eleanor and Franklin) – film televisivo
- Babe – film televisivo
- Il caso Lindbergh (The Lindbergh Kidnapping Case) – film televisivo
- A Moon for the Misbegotten – film televisivo
- Processo alla paura (Fear on Trial) – film televisivo

### Migliore attore in una serie drammatica
- Peter Falk – Colombo
- James Garner – Agenzia Rockford (The Rockford Files)
- Karl Malden – Le strade di San Francisco

### Migliore attore in una serie comica o commedia
- Jack Albertson – Chico and the Man
- Alan Alda – M*A*S*H
- Hal Linden – Barney Miller
- Henry Winkler – Happy Days

### Miglior attore protagonista in una miniserie
- Hal Holbrook – Abramo Lincoln (Lincoln)
- George Grizzard – The Adams Chronicles
- Nick Nolte – Il ricco e il povero
- Peter Strauss – Il ricco e il povero

### Miglior attore protagonista in uno speciale commedia o drammatico
- Anthony Hopkins – Il caso Lindbergh
- William Devane – Processo alla paura
- Edward Herrmann – Eleanor e Franklin
- Jack Lemmon – Il grande Jack (The Entertainer)
- Jason Robards – A Moon for the Misbegotten

### Migliore attore protagonista di un singolo episodio in una serie drammatica o comica
- Edward Asner – Il ricco e il povero
- Bill Bixby – Le strade di San Francisco | Episodio: Police Buff
- Tony Musante – Medical Story | Episodio: The Quality of Mercy
- Robert Reed – Medical Center | Episodio: The Fourth Sex (prima e seconda parte)

### Migliore attrice in una serie drammatica
- Michael Learned – Una famiglia americana (The Waltons)
- Angie Dickinson – Pepper Anderson agente speciale (Pepper Anderson)
- Anne Meara – Kate McShane avvocato (Kate McShane)
- Brenda Vaccaro – Sara

### Migliore attrice in una serie comica o commedia
- Mary Tyler Moore – Mary Tyler Moore
- Beatrice Arthur – Maude
- Lee Grant – Fay
- Valerie Harper – Rhoda
- Cloris Leachman – Phyllis

### Miglior attrice protagonista in una miniserie
- Rosemary Harris – Notorious Woman
- Susan Blakely – Il ricco e il povero
- Jean Marsh – Su e giù per le scale
- Lee Remick – Jennie: Lady Randolph Churchill

### Miglior attrice protagonista in uno speciale commedia o drammatico
- Susan Clark – Babe
- Jane Alexander – Eleanor e Franklin
- Colleen Dewhurst – A Moon for the Misbegotten
- Sada Thompson – Il grande Jack

### Migliore attrice protagonista di un singolo episodio in una serie drammatica o comica
- Kathryn Walker – The Adams Chronicles | Episodio: John Adams, Lawyer
- Helen Hayes – Hawaii Squadra Cinque Zero (Hawaii Five-0) | Episodio: Retire In Sunny Hawaii... Forever
- Sheree North – Marcus Welby (Marcus Welby, M.D.) | Episodio: How Do You Know What Hurts Me?
- Pamela Payton-Wright – The Adams Chronicles | Episodio: John Quincy Adams, Diplomat
- Martha Raye – McMillan e signora (McMillan & Wife) | Episodio: Greed

### Migliore attore non protagonista in una serie drammatica
- Anthony Zerbe – Harry O
- Michael Douglas – Le strade di San Francisco
- Will Geer – Una famiglia americana
- Ray Milland – Il ricco e il povero
- Robert Reed – Il ricco e il povero

### Migliore attore non protagonista in una serie comica o commedia
- Ted Knight – Mary Tyler Moore
- Edward Asner – Mary Tyler Moore
- Gary Burghoff – M*A*S*H
- Harry Morgan – M*A*S*H
- Abe Vigoda – Barney Miller

### Migliore attore non protagonista di un episodio singolo in una serie drammatica o comica
- Gordon Jackson – Su e giù per le scale | Episodio: The Beastly Hun
- Bill Bixby – Il ricco e il povero
- Roscoe Lee Brown – Barney Miller | Episodio: The Escape Artist
- Norman Fell – Il ricco e il povero
- Van Johnson – Il ricco e il povero

### Miglior attore non protagonista in uno speciale commedia o drammatico
- Ed Flanders – A Moon for the Misbegotten
- Ray Bolger – Il grande Jack
- Art Carney – Katherine

### Migliore attrice non protagonista in una serie drammatica
- Ellen Corby – Una famiglia americana
- Angela Baddeley – Su e giù per le scale
- Susan Howard – Petrocelli
- Dorothy McGuire – Il ricco e il povero
- Sad Thompson – Lincoln

### Migliore attrice non protagonista in una serie comica o commedia
- Betty White – Mary Tyler Moore
- Georgia Engel – Mary Tyler Moore
- Julie Kavner – Rhoda
- Loretta Swit – M*A*S*H
- Nancy Walker – Rhoda

### Migliore attrice non protagonista di un episodio singolo in una serie drammatica o comica
- Fionnula Flanagan – Il ricco e il povero
- Kim Darby – Il ricco e il povero
- Ruth Gordon – Rhoda | Episodio: Kiss Your Epaulets Goodbye
- Eileen Heckart – Mary Tyler Moore | Episodio: Mary's Aunt
- Kay Lenz – Il ricco e il povero

### Miglior attrice non protagonista in uno speciale commedia o drammatico
- Rosemary Murphy – Eleanor e Franklin
- Lois Nettleton – Processo alla paura
- Lilia Skala – Eleanor e Franklin
- Irene Tedrow – Eleanor e Franklin

### Migliore regia per una serie drammatica
- Il ricco e il povero – David Greene per l'ottava puntata del 15 marzo 1976
- Abramo Lincoln – George Schaefer per la puntata Crossing Fox River
- Beacon Hill – Fielder Cook per l'episodio pilota
- Jennie: Lady Randolph Churchill – James Cellan Jones per la quarta parte
- Il ricco e il povero – Boris Sagal per la quinta puntata del 23 febbraio 1976
- Su e giù per le scale – Christopher Hodson per l'episodio Shall Not Weep

### Migliore regia per una serie comica o commedia
- M*A*S*H – Gene Reynolds per l'episodio Welcome to Korea
- M*A*S*H – Alan Alda per l'episodio The Kids
- Mary Tyler Moore – Joan Darling per l'episodio Chuckles Bites the Dust
- Maude – Hal Cooper per l'episodio The Analyst

### Miglior regia per uno speciale commedia o drammatico
- Eleanor e Franklin – Daniel Petrie
- Babe – Buzz Kulik
- A Moon for the Misbegotten – José Quintero e Gordon Rigsby
- Processo alla paura – Lamont Johnson

### Migliore sceneggiatura per una serie drammatica
- The Adams Chronicles – Sherman Yellen per l'episodio John Adams, Lawyer
- Jennie: Lady Randlolph Churchill – Julian Mitchell per la puntata del 15 ottobre 1975
- La legge – Joel Oliansky per l'episodio Complaint Amended
- Il ricco e il povero – Dean Riesner per la puntata del 1º febbraio 1976
- Su e giù per le scale – Alfred Shaughnessy per l'episodio Another Year

### Migliore sceneggiatura per una serie comica o commedia
- Mary Tyler Moore – David Lloyd per l'episodio Chuckles Bites the Dust
- M*A*S*H – Larry Gelbart e Simon Muntner per l'episodio Hawkeye
- M*A*S*H – Larry Gelbart e Gene Reynolds per l'episodio The More I See You
- Maude – Jay Folb per l'episodio The Analyst

### Migliore sceneggiatura originale per uno speciale commedia o drammatico
- Eleanor e Franklin – James Costigan
- Babe – Joanna Lee
- Il caso Lindbergh – J. P. Miller
- Indians (I Will Fight No More Forever) – Jeb Rosebrook e Theodore Strauss
- The Night that Panicked America – Nicholas Meyer e Anthony Wilson

### Migliore sceneggiatura non originale per uno speciale commedia o drammatico
- Processo alla paura – David W. Rintels
- Farewell to Manzanar – Jeanne Houston, James D. Houston e John Korty
- Il grande Jack – Elliott Baker